# تانگانیکا
تانگانیکا (تانزانیا) سرزمینی در شرق آفریقا بود که میان اقیانوس هند و دریاچه‌های ویکتوریا، مالاوی و تانگانیکا قرار می‌گرفت و از ۱۹۶۱ تا ۱۹۶۴ کشوری مستقل بود.
اروپائی‌ها در نیمه دوم سده نوزدهم به تانگانیکا -که پیش از این باشنده و مدنیت داشت- رسیدند. در ۱۸۸۵ آلمان این سرزمین را مستعمره خود اعلام کرد و تانگانیکا به همراه رواندا و بوروندی بخشی از آفریقای شرقی آلمان شدند. با شکست آلمان در جنگ جهانی اول و بر اساس معاهده ورسای رواندا و بوروندی مستعمرهٔ بلژیک و تانگانیکا مستعمرهٔ بریتانیا شدند.
در ۹ دسامبر ۱۹۶۱ تانگانیکا به عنوان یکی از کشورهای عضو قلمرو همسود، استقلال خود را اعلام کرد. دقیقاً یک‌سال بعد در ۹ دسامبر ۱۹۶۲ جمهوری تانگانیکا تأسیس شد و این کشور به عضویت اتحادیه کشورهای همسود درآمد. دو سال بعد در ۱۹۶۴ با اتحاد تانگانیکا و جمهوری خلق زنگبار «جمهوری متحد تانگانیکا و زنگبار» تأسیس شد که مدتی بعد نام آن به جمهوری تانزانیا تغییر کرد.
مهمترین محصولات تانگانیکا قهوه، پسته زمینی، آهن، گل چینی، طلا، الماس، قلع، میکا، سرب، مس، نمک و زغال سنگ بودند.
امروزه از واژهٔ تانگانیکا در اشاره به این سرزمین استفاده نمی‌شود و کاربرد تانگانیکا منحصر به دریاچه تانگانیکا است که دومین دریاچه کهن‌سال دنیاست. نام تانگانیکا هم از نام دریاچه تانگانیکا گرفته شده‌است. تانگانیکا واژه‌ای ترکیبی در زبان سواحیلی مرکب از تانگا به معنی «کشتی» و نیکا به معنی «سرزمین وحشی» است.